# Cukrownik białobrzuchy
Cukrownik białobrzuchy (Dacnis albiventris) – gatunek małego ptaka z rodziny tanagrowatych (Thraupidae). Występuje w północnej Ameryce Południowej. W Czerwonej księdze gatunków zagrożonych IUCN klasyfikowany jest jako gatunek najmniejszej troski (LC, Least Concern).

## Systematyka
Pierwszego naukowego opisu gatunku dokonał brytyjski przyrodnik Philip Lutley Sclater w 1852 roku, nadając mu nazwę Pipraeidea albiventris. Opis ukazał się na łamach czasopisma „Revue et Magasin de Zoologie Pure et Appliquée”. Jako miejsce typowe autor wskazał Nową Granadę (obecnie Bogota w Kolumbii). Nie wyróżnia się podgatunków.

### Etymologia
- Dacnis: greckie δακνις daknis – rodzaj ptaka z Egiptu, dotychczas niezidentyfikowany, wymieniony przez Hezychiusza i Pompejusza Festusa[11].
- albiventris: łac. albus „biały”, ventris „brzuch”[12].

## Morfologia
Mały ptak o krótkim, stożkowym, szpiczastym i lekko zaokrąglonym czarniawym dziobie, górna szczęka nieco dłuższa. Nogi szare. Występuje wyraźny dymorfizm płciowy. Tęczówki u samców jasnożółtozłote, u samic od jasnobrązowych do szarobrązowych. 
Samce: mają jasne kobaltowoniebieskie górne części ciała, głowę, kark, gardło, szyję i piersi, na twarzy czarna maska rozszerzająca się od nasady dzioba do pokryw nausznych. Brzuch, zad i pokrywy podogonowe białe, boki szarawe. Pokrywy skrzydeł są czarne z kobaltowymi obrzeżami lotek. Ogon czarny. 
Samice: górne partie ciała matowooliwkowe, dolne żółtawe. W okolicach zadu oliwkowozielone. Lotki pierwszego rzędu z czarniawymi obrzeżami. Środkowa część brzucha jest bardziej żółtawa niż reszta dolnych części ciała, a gardło szarawobiałe.
Młode osobniki są podobne do dorosłych samic.
Długość ciała 10–10,9 cm, masa ciała 11–11,5 g.

## Zasięg występowania
Cukrownik białobrzuchy występuje na terenach położonych do wysokości 1000 m n.p.m., większość obserwacji miała miejsce jednak poniżej poziomu 400 m n.p.m. (w Ekwadorze poniżej 300 m n.p.m., a w Wenezueli poniżej 200 m n.p.m.). Jego zasięg występowania, według szacunków organizacji BirdLife International, obejmuje około 2,93 mln km². Główny obszar występowania rozciąga się od nisko położonych obszarów górnej części dorzecza Amazonki do wschodnich podnóży Andów. Gatunek ten występuje w północno-wschodnim Peru, południowym i wschodnim Ekwadorze, środkowej i południowej Kolumbii, północno-zachodniej Brazylii i południowej Wenezueli. Cukrownik białobrzuchy był także obserwowany w środkowej Brazylii w stanie Pará odległym o ponad 1000 km od głównego obszaru występowania.

## Ekologia
Jego głównym habitatem są półotwarte siedliska w wilgotnych, wiecznie zielonych lasach tropikalnych, spotykany jest także na sawannach, wzdłuż granic lasów, w okolicach polan, brzegów rzek i jezior. Jest gatunkiem osiadłym. Cukrownik białobrzuchy jest gatunkiem w zasadzie wszystkożernym, do jego diety należą owoce, nektar i owady. Zazwyczaj występuje w stadach mieszanych z innymi gatunkami ptaków, pojedynczo, w parach lub małych grupach tego samego gatunku. Spotykany jest głównie w środkowych i górnych partiach lasów.

### Rozmnażanie
Brak jest informacji o rozrodzie tego gatunku. Autorzy Birds of the World uważają, że gniazdo i miejsce jego umieszczenia jest analogiczne do innych gatunków tego rodzaju: cukrownika żółtobrzuchego, cukrownika modrolicego czy cukrownika niebieskiego.

## Status
W Czerwonej księdze gatunków zagrożonych IUCN cukrownik białobrzuchy jest klasyfikowany jako gatunek najmniejszej troski (LC, Least Concern). Liczebność populacji nie została oszacowana, ale ptak ten opisywany jest jako rzadki i rozmieszczony punktowo. Trend populacji uznawany jest za stabilny, z powodu braku widocznych zagrożeń związanych ze zmniejszaniem się habitatu. 